# Joe Peacott
Joe Peacott, en nutida amerikansk individualanarkist företräder en traditionell individualanarkism av amerikanskt snitt.